# Nikias Arndt
Nikias Arndt (Buchholz in der Nordheide, 18 november 1991) is een Duits wielrenner die anno 2023 rijdt voor Bahrain-Victorious. Hij werd in 2021 Wereldkampioen Mixed Relay

## Biografie
In 2006 maakt Arndt al naam door op de baan Duits kampioen bij de nieuwelingen te worden op het onderdeel puntenkoers. Het daarop volgende jaar werd hij wederom Duits kampioen, ditmaal op het onderdeel achtervolging. In zijn eerste jaar als junior in 2008, werd Arndt derde op het onderdeel achtervolging tijdens de Duitse kampioenschappen. In 2009 werd hij op dit onderdeel Duits kampioen bij de junioren en wint hij tevens het goud op het onderdeel ploegenachtervolging met Tobias Barkschat, Michel Koch en Lars Telschow. Bij het wereldkampioenschap voor junioren in Moskou wint Arndt twee bronzen medailles, één op het onderdeel ploegenachtervolging en één op het onderdeel omnium.
In 2010 voegde Arndt zich bij LKT Team Brandenburg. In april behaalde hij zijn eerste UCI-zege op de weg, met de winst in de vierde etappe van Cinturón a Mallorca. Hierop volgde nog de ritzege in de zesde etappe van de Ronde van Thüringen, de derde etappe van de Ronde van Alanya en de eindoverwinning in diezelfde wedstrijd. In 2011 deed Arndt mee aan het WK baanwielrennen in Apeldoorn, waar hij zevende werd op de individuele achtervolging en zevende op het onderdeel ploegenachtervolging. In juni won Arndt opnieuw een etappe in de Ronde van Thüringen. In 2013 maakte hij zijn profdebuut namens Team Argos-Shimano.
In de Ronde van Italië 2016 won Arndt de slotetappe naar Turijn nadat de aanvankelijke winnaar, Giacomo Nizzolo, werd gediskwalificeerd wegens onreglementair sprinten.
In 2022 moest Arndt de Ronde van Spanje voortijdig verlaten vanwege een positieve test op COVID-19.

## Baanwielrennen

### Palmares
| Jaar         | DK                                  | EK           | WK                           | Overig       |
| Nieuwelingen | Nieuwelingen                        | Nieuwelingen | Nieuwelingen                 | Nieuwelingen |
| ------------ | ----------------------------------- | ------------ | ---------------------------- | ------------ |
| 2006         | Puntenkoers, Ploegenachtervolging   |              |                              |              |
| 2007         | Achtervolging, Puntenkoers          |              |                              |              |
| Junioren     |                                     |              |                              |              |
| 2008         | Achtervolging                       |              |                              |              |
| 2009         | Achtervolging, Ploegenachtervolging |              | Ploegenachtervolging, Omnium |              |
| Elite        |                                     |              |                              |              |
| 2011         | Achtervolging, Ploegenachtervolging |              |                              |              |

## Wegwielrennen

### Overwinningen
2010
4e etappe Cinturón a Mallorca
6e etappe Ronde van Thüringen
3e etappe Ronde van Alanya
Eindklassement Ronde van Alanya
2011
3e etappe Ronde van Thüringen
4e etappe Ronde van de Toekomst
2012
3e etappe Istrian Spring Trophy
2e en 3e etappe Ronde van Berlijn
Eindklassement Ronde van Berlijn
6e etappe Ronde van Thüringen
2013
3e etappe Arctic Race of Norway
Jongerenklassement Arctic Race of Norway
2014
3e etappe Critérium du Dauphiné
2015
6e etappe Ronde van Alberta
2016
21e etappe Ronde van Italië
2017
Cadel Evans Great Ocean Road Race
2019
8e etappe Ronde van Spanje
2021
5e etappe Ronde van Polen
 Wereldkampioen Mixed Relay

### Resultaten in voornaamste wedstrijden
| Jaar | Ronde van Italië | Ronde van Frankrijk | Ronde van Spanje |
| ---- | ---------------- | ------------------- | ---------------- |
| 2013 |                  |                     | 136e             |
| 2014 |                  |                     | 102e             |
| 2015 | 148e             |                     |                  |
| 2016 | 86e (1)          |                     | 159e (laatste)   |
| 2017 |                  | 84e                 |                  |
| 2018 |                  | 67e                 |                  |
| 2019 |                  | 116e                | 69e (1)          |
| 2020 |                  | 126e                |                  |
| 2021 | 62e              |                     |                  |
| 2022 |                  |                     | opgave           |
| 2023 |                  | 121e                |                  |
| 2024 |                  | 111e                |                  |

| Jaar | Milaan-San Remo | Gent-Wevelgem | Ronde van Vlaanderen | Parijs-Roubaix | Amstel Gold Race | Luik-Bast.‑Luik | Parijs-Tours |  | WK op de weg |  | Wereldranglijsten |
| ---- | --------------- | ------------- | -------------------- | -------------- | ---------------- | --------------- | ------------ |  | ------------ |  | ----------------- |
| 2013 |                 | opgave        | 80e                  |                |                  |                 | 139e         |  |              |  |                   |
| 2014 |                 | 99e           | opgave               | 100e           |                  |                 | 130e         |  |              |  |                   |
| 2015 |                 | opgave        | 82e                  | 125e           |                  |                 | 60e          |  |              |  |                   |
| 2016 | opgave          |               | opgave               | 29e            |                  |                 |              |  |              |  |                   |
| 2017 | 89e             | opgave        | 28e                  | 71e            |                  |                 |              |  | 40e          |  | 97e (UWT)         |
| 2018 | opgave          | opgave        | opgave               |                |                  |                 |              |  |              |  | 121e (UWT)        |
| 2019 |                 |               | opgave               | 44e            |                  |                 |              |  | opgave       |  | 579e (UWR)        |
| 2020 | 56e             | opgave        | 39e                  |                |                  |                 |              |  |              |  |                   |
| 2021 |                 |               | opgave               | opgave         |                  | 98e             | opgave       |  | 67e          |  |                   |
| 2022 |                 | 49e           | opgave               | 51e            |                  |                 |              |  | 52e          |  |                   |
| 2023 | 18e             | 19e           | opgave               |                | 57e              |                 |              |  |              |  |                   |
| 2024 | 46e             |               |                      |                |                  |                 |              |  |              |  |                   |

#### Resultaten in kleinere rondes
| Jaar | Ronde van de VAE |
| ---- | ---------------- |
| 2024 | 38e              |

## Ploegen
- 2010 –  LKT Team Brandenburg
- 2011 –  LKT Team Brandenburg
- 2012 –  LKT Team Brandenburg
- 2013 –  Team Argos-Shimano
- 2014 –  Team Giant-Shimano
- 2015 –  Team Giant-Alpecin
- 2016 –  Team Giant-Alpecin
- 2017 –  Team Sunweb
- 2018 –  Team Sunweb
- 2019 –  Team Sunweb
- 2020 –  Team Sunweb
- 2021 –  Team DSM
- 2022 –  Team DSM
- 2023 –  Bahrain Victorious
- 2024 –  Bahrain Victorious
- 2025 –  Bahrain Victorious

Wielerploegen van Nikias Arndt
Ahlstrand ·
Arndt ·
Barguil · 
Clarke ·
Curvers ·
Damuseau ·
De Backer ·
Degenkolb ·
Dumoulin ·
Fröhlinger ·
Geschke ·
Gretsch ·
Huguet ·
Hupond ·
Janse van Rensburg · 
Ji · 
Kittel ·
de Kort ·
Ludvigsson ·
Mezgec ·
Parisien ·
Peterson ·
Preidler ·
Sinkeldam ·
Sprick ·
Stamsnijder ·
Timmer · 
Veelers · 
Xing ·
Holler (stagiair) · 
Jauregui (stagiair) · 
Olsson (stagiair)
Ahlstrand · Arndt · Barguil · Bulgaç · Craddock · Curvers · Damuseau · De Backer · De Kort · Degenkolb · Devenyns · Dumoulin · Fröhlinger · Geschke · Haga · Hupond · Janse van Rensburg · Ji · Kittel · Loh · T. Ludvigsson · Mezgec · Olivier · Peterson · Preidler · Sinkeldam · Sprick · Stamsnijder · Timmer · Veelers · Lammertink (stagiair) · F. Ludvigsson (stagiair) 
Arndt · Barguil · Craddock · Curvers · De Backer · De Kort · Degenkolb · Dumoulin · Fairly · Fröhlinger · Geschke · Haga · Hupond · Ji · Jones · Kittel · F. Ludvigsson · T. Ludvigsson · Mezgec · Olivier · Preidler · Sinkeldam · Stamsnijder · Timmer · Van der Haar · Veelers · Waeytens · Walscheid (stagiair)
Andersen · Arndt · Barguil · Curvers · Ten Dam · De Backer · Degenkolb · Dumoulin · Fairly · Fröhlinger · Geschke · Van der Haar · Haga · Ji · Jones · De Kort · F. Ludvigsson · T. Ludvigsson · Lunke · Oomen · Preidler · Sinkeldam · Stamsnijder · Timmer · Veelers · Waeytens · Walscheid · Hoekstra (stagiair) · Kanter (stagiair) · Tusveld (stagiair)
Andersen · Arndt · Barguil · Bauhaus · Curvers · Ten Dam · De Backer · Dumoulin   · Fröhlinger · Geschke · Haga · Hamilton · Hofstede · Kämna · Kelderman · Lunke · Matthews · Oomen · Preidler · Sinkeldam · Stamsnijder · Teunissen · Timmer · Waeytens · Walscheid · Kanter (stagiair) · Rohde (stagiair)
Andersen · Arndt · Bauhaus · Curvers · ten Dam · Dumoulin   · Fröhlinger · Geschke · Haga · Hamilton · Hindley · Hofstede · Kämna · Kelderman · Matthews · Oomen · Stamsnijder · Storer · Teunissen · Theuns · Tusveld · Vervaeke · Walscheid
Arndt · Bakelants ·  Bol · Curvers · Dumoulin · Fröhlinger · Haga · Hamilton · Hindley · Hirschi · Kämna · Kanter · Kelderman · A. Kragh Andersen · S. Kragh Andersen · Matthews · Nieuwenhuis · Oomen · Pedersen · Power · Roche · Storer · Stork · Tusveld · Vervaeke · Walscheid · Eekhoff (stagiair) · Kooistra (stagiair) · Salmon (stagiair)
Arensman (vanaf 1 juli) · Arndt · Benoot · Bol · Dainese · Denz · Donovan · Eekhoff · Gall · Haga · Hamilton · Hindley · Hirschi · Kanter · Kelderman · A. Kragh Andersen · S. Kragh Andersen · Matthews · Nieuwenhuis · Oomen · Pedersen · Power · Roche · Salmon · Storer · Stork · Sütterlin · Tusveld · Van Wilder · Vermaerke (stagiair)
Arensman · Arndt · Bardet · Benoot · Bol · Brenner · Combaud · Dainese · Denz · Donovan · Eekhoff · Gall · Haga · Hamilton · Hindley · Kanter · A. Kragh Andersen · S. Kragh Andersen · Leknessund · Markl · Nieuwenhuis · Pedersen · Roche · Salmon · Storer · Stork · Sütterlin · Tusveld · Vermaerke · Van Wilder
Arensman · Arndt · Bardet · Bittner (vanaf 1/8) · Bol · Brenner · Combaud · Dainese · Degenkolb · Denz · Donovan · Eekhoff · Hamilton · Heinschke · Hvideberg · A. Kragh Andersen · S. Kragh Andersen · Leknessund · Markl · Mayrhofer · Naberman · Nieuwenhuis · Pedersen · Rodenberg · Stork · Tusveld · van Uden (vanaf 1/8) · Vandenabeele · Vermaerke · Welsford
Arashiro · Arndt · Bauhaus · Bilbao · Buitrago · Buratti (vanaf 12/4) · Caruso · Govekar · Gradek · Haig · Haussler (tot 7/4) · Kepplinger · Landa · Maciejuk · Madan · Mäder (overleden 16/7) · Miholjević · Milan· Mohorič · Pasqualon · Pernsteiner · Poels · Price-Pejtersen · Rajović · Scott · Sütterlin · Tiberi (vanaf 1/6) · Tu · Wright · Zambanini
Arashiro · Arndt · Bauhaus · Bilbao · Bruttomesso · Buitrago · Buratti · Caruso · Govekar · Gradek · Haig · Kepplinger · Madan · Miholjević · Mohorič · Pasqualon · Pickering · Poels · Price-Pejtersen · Rajović · Scott · Stannard (vanaf 19/8) · Sütterlin · Tiberi · Træen · Tu · Wiśniowski (vanaf 1/3) · Wright · Zambanini · Skerl (stagiair) · van der Meulen (stagiair) · Van Mechelen (stagiair)
Arndt · Bauhaus · Bilbao · Bruttomesso · Buitrago · Buratti · Caruso · Ermakov · Eržen · Eulálio · Govekar · Gradek · Haig · Kepplinger · Martinez · Miholjević · Mohorič · Paasschens · Pasqualon · Pickering · Skerl · Stannard · Stockwell · Tiberi · Træen · Tu · van der Meulen · Van Mechelen · Wright · Zambanini